# Bill Steer
Bill Steer (nome artístico de William Geoffrey Steer, Stockton-on-Tees, 3 de dezembro de 1969), é um guitarrista inglês mais conhecido por ser fundador da banda de death metal Carcass, além de seus trabalhos no Napalm Death. Após o fim do Carcass nos anos 90, ele formou o projeto de rock chamado Firebird.
Steer aparece na lista "Dez Melhores Guitarristas Que Você Nunca Ouviu" da Guitar magazine de 1996; na lista "Melhores Guitarristas de Metal" da Metal Hammer, figurando em #3; na lista "Vinte Melhores Guitarristas de Death Metal" da Decibel Magazine, recebendo o 92.º lugar; e, por fim, na lista dos "100 Melhores Guitarristas de Heavy Metal" da Guitar World.

## Discografia
com Napalm Death
- Scum (1987) (faixas 13-28)
- From Enslavement to Obliteration (1988)

com Carcass
- Reek of Putrefaction (1988)
- Symphonies of Sickness (1989)
- Necroticism - Descanting the Insalubrious (1991)
- Heartwork (1993)
- Swansong (1996)
- Surgical Steel (2013)

com Firebird
- Firebird  (2000)
- Deluxe  (2001)
- No. 3  (2003)
- Hot Wings (2006)
- Grand Union  (2009)
- Double Diamond  (2011)